# IC 326
IC 326 — галактика типу E-S0 (еліптична спіральна галактика) у сузір'ї Ерідан.
Цей об'єкт міститься в оригінальній редакції індексного каталогу.